# Jonas Smilgevičius
Jonas Smilgevičius  pronunciació (?·pàg.) (12 febrer de 1870 - 27 setembre de 1942) fou un economista i polític lituà, i un dels vint signants de la Declaració d'Independència de Lituània.
Smilgevičius va estudiar Economia a la Universitat de Königsberg i la Universitat de Berlín, on es va graduar el 1899. Després va treballar per al Ministeri d'Agricultura de Rússia a Sant Petersburg durant tres anys. Va viure durant un temps a Varsòvia, on va treballar en la indústria privada, i després es va traslladar a Vílnius, on va cofundar i dirigir l'empresa de maquinària agrícola Vilija.
Després d'ajudar a organitzar la Conferència de Vílnius el 1917, va ser elegit membre del Consell de Lituània, i va signar l'Acta d'Independència el 1918.
Durant el període d'entreguerres, va endegar diverses empreses privades, i va contribuir en diverses organitzacions econòmiques. Molts dels seus esforços es van centrar en la millora de la finca de la família en Užventis, on hi va promoure la construcció d'una fàbrica de maons, una serradora, i una destil·leria. Va morir a Kaunas el 1942.